# Saison 2 de Mystère Zack
La seconde et dernière saison de Mystère Zack (The Zack Files) a été diffusée entre le 17 septembre 2001 et le 5 mai 2002.

## Épisodes
| № | #  | Titre                                                                | Réalisation         | Scénario                        | Première diffusion | Première diffusion | Code de prod. |
| № | #  | Titre                                                                | Réalisation         | Scénario                        | Canada             | France             | Code de prod. |
| --- | -- | -------------------------------------------------------------------- | ------------------- | ------------------------------- | ------------------ | ------------------ | ------------- |
| 1 | 27 | Un saut dans le passé Blast from the Past                            | Ross Clyde          | Julie Lacey                     | 17 septembre 2001  | 6 septembre 2004   | 2.01          |
| Zack et ses amis atterrissent par accident dans le passé, en 1912. Alors qu'ils regagnent leur époque, un élève de cette année se joint à eux lors du saut temporel de retour.         |    |                                                                      |                     |                                 |                    |                    |               |
| 2 | 28 | À la recherche de Zack Greenburg Searching from Zack Greenburg       | William Fruet       | Heather Cronkie                 | 24 septembre 2001  | 7 septembre 2004   | 2.02          |
| Zack obtient la plus mauvaise note d'un devoir de physique et suit un programme afin d'acquérir plus de connaissances dans cette discipline.                                           |    |                                                                      |                     |                                 |                    |                    |               |
| 3 | 29 | La terrible vérité The terrible truth                                | Don McBrearty       | Steven Wresten                  | 1er octobre 2001   | 8 septembre 2004   | 2.03          |
| Zack devient incapable de mentir après avoir touché un bracelet. Dan est absent de cet épisode.                                                                                        |    |                                                                      |                     |                                 |                    |                    |               |
| 4 | 4  | Branché Groovin                                                      | Harvey Crossland    | William Nadler                  | 8 octobre 2001     | 9 septembre 2004   | 2.04          |
| Une voix maléfique prend possession de Zack après qu'il a écouté un vinyle à l'envers et le transforme en beatnik.                                                                     |    |                                                                      |                     |                                 |                    |                    |               |
| 5 | 31 | Où est passé Zack Greenburg ? What's eating with Zack Greenburg ?    | Ross Clyde          | Julie Nadler                    | 15 octobre 2001    | 10 septembre 2004  | 2.05          |
| Zack et ses amis arrivent dans une forêt parallèle en voulant échapper à une excursion scolaire.                                                                                       |    |                                                                      |                     |                                 |                    |                    |               |
| 6 | 32 | Rêve toujours In your dreams                                         | William Fruet       | Esta Spalding                   | 22 octobre 2001    | 13 septembre 2004  | 2.06          |
| Zack possède la capacité de s'infiltrer dans le sommeil des autres lorsqu'ils dorment près de lui mais son énergie s'en ressent. Dan est absent de cet épisode.                        |    |                                                                      |                     |                                 |                    |                    |               |
| 7 | 33 | Capitaine Sonic Captain Sonic                                        | Don Shehib          | David Young                     | 5 novembre 2001    | 14 septembre 2004  | 2.07          |
| Zack créé une bande dessinée dont il acquiert les pouvoirs du héros. |    |                                                                      |                     |                                 |                    |                    |               |
| 8 | 34 | Zack zéro Zack zero                                                  | Anthony Brown       | Ann McNaughton                  | 12 novembre 2001   | 15 septembre 2004  | 2.08          |
| Zack est possédé par les âmes des propriétaires des objets qu'il touche lors d'une sortie au musée. Dan est absent de cet épisode.                                                     |    |                                                                      |                     |                                 |                    |                    |               |
| 9 | 35 | Mademoiselle Zack Zack Girl                                          | Don McBrearty       | Dennis Foon                     | 19 novembre 2001   | 16 septembre 2003  | 2.09          |
| Zack se transforme en fille après s'être imprégné de déodorant féminin. |    |                                                                      |                     |                                 |                    |                    |               |
| 10 | 36 | Les cadavres portent le kilt Run, Zack, Run                          | Ron Oliver          | Kathy Slevin                    | 26 novembre 2001   | 17 septembre 2004  | 2.10          |
| Un coach écossais dont l'unique but est de gagner tous les matchs de football prend possession de Dan.                                                                                 |    |                                                                      |                     |                                 |                    |                    |               |
| 11 | 37 | Le prince crapaud Frog prince                                        | Craig Pryce         | Gail Collins                    | 3 décembre 2001    | 20 septembre 2004  | 2.11          |
| Cam se retrouve métamorphosé en crapaud à cause du porte bonheur de Zack la veille d'une compétition de natation.                                                                      |    |                                                                      |                     |                                 |                    |                    |               |
| 12 | 38 | Pour qui sonne le glas Things you do at Horace Hyde when you're dead | Don Shehib          | Steven Wresten                  | 7 janvier 2002     | 21 septembre 2004  | 2.12          |
| Zack tente de comprendre les raisons d'un fantôme dont les farces lui incombent. |    |                                                                      |                     |                                 |                    |                    |               |
| 13 | 39 | Zack bionique Bionic Zack                                            | Ross Clyde          | Steven Barwin                   | 14 janvier 2002    | 22 septembre 2004  | 2.13          |
| Zack acquiert davantage de force au cours d'un entraînement sportif, mais l'effet secondaire de ce traitement ne tarde pas à arriver.                                                  |    |                                                                      |                     |                                 |                    |                    |               |
| 14 | 40 | L'attaque du Zackspirateur Attack of the Zack-uum                    | William Fruet       | Denise Fordham                  | 21 janvier 2002    | 23 septembre 2004  | 2.14          |
| Zack et Spence sont avalés par un aspirateur. Vernon est absent de cet épisode. |    |                                                                      |                     |                                 |                    |                    |               |
| 15 | 41 | La légende du roi Zack Once and future Zack                          | John Bell           | Heather Conkie                  | 3 février 2002     | 24 septembre 2004  | 2.15          |
| Zack délivre Merlin en sortant l'épée de Brocéliande d'une roche. Dan et Vernon sont absents de cet épisode.                                                                           |    |                                                                      |                     |                                 |                    |                    |               |
| 16 | 42 | Kleptozack Kleptomanizack                                            | Mary Lewis          | Elta Spalding                   | 10 février 2002    | 27 septembre 2004  | 2.16          |
| Zack devient un aimant à objets. Vernon est présent mais il ne parle pas durant tout l'épisode.                                                                                        |    |                                                                      |                     |                                 |                    |                    |               |
| 17 | 43 | Zack x 2 Zack Times Two                                              | Don McBrearty       | James Nadler                    | 17 février 2002    | 28 septembre 2004  | 2.17          |
| Zack trouve un clone en la personne de son propre reflet. |    |                                                                      |                     |                                 |                    |                    |               |
| 18 | 44 | Pop                                                                  | Ross Clyde          | James Nadler                    | 24 février 2002    | 29 septembre 2004  | 2.18          |
| Zack reçoit la visite de sa mère qui lui apporte son soda préféré, lui permettant de se téléporter. Vernon est absent de cet épisode.                                                  |    |                                                                      |                     |                                 |                    |                    |               |
| 19 | 45 | En noir et blanc Zack and white                                      | WHarvey Crossland   | David A Young                   | 3 mars 2002        | 30 septembre 2004  | 2.19          |
| Zack se retrouve dans une dimension où la notion de choix n'existe pas. Vernon est absent de cet épisode.                                                                              |    |                                                                      |                     |                                 |                    |                    |               |
| 20 | 46 | Petit Zack deviendra grand Little Big Zack                           | Graeme Lynch        | Julie Lacey                     | 10 mars 2002       | 1er octobre 2004   | 2.20          |
| Zack , à cause de sa peur de grandir, se retrouve dans le corps d'un enfant de sept ans. Vernon est absent de cet épisode.                                                             |    |                                                                      |                     |                                 |                    |                    |               |
| 21 | 47 | Les yeux de Gwen Killerby The Eyes of Gwen Killerby                  | Ross Clyde          | Steven Wresten                  | 17 mars 2002       | 4 octobre 2004     | 2.21          |
| Gwen est accusée d'avoir piraté le robot de Spencer. Dan est absent de cet épisode. |    |                                                                      |                     |                                 |                    |                    |               |
| 22 | 48 | La folle journée de Zack Greenburg The Bottom Line                   | Don Shehib          | Michael Kramer                  | 24 mars 2002       | 5 octobre 2003     | 2.22          |
| Zack devient monsieur Munk durant une journée et par conséquent décide de transformer l'école en paradis mais une inspection surprise change ses plans. Dan est absent de cet épisode. |    |                                                                      |                     |                                 |                    |                    |               |
| 23 | 49 | Célèbres, enfin presque. Famous, Almost, Famous                      | Gail Harvey         | Mary Crawford et Alan Templeton | 31 mars 2002       | 6 octobre 2004     | 2.23          |
| Zack , à l'aide de gants magiques, acquiert des aptitudes musicales. Vernon est absent de cet épisode.                                                                                 |    |                                                                      |                     |                                 |                    |                    |               |
| 24 | 50 | Le Zack show The Zack show                                           | William Fruet       | Skander Haley                   | 7 avril 2002       | 7 octobre 2004     | 2.24          |
| Zack découvre que sa vie a été filmée sur une autre dimension. |    |                                                                      |                     |                                 |                    |                    |               |
| 25 | 51 | Qui as-tu dit que j'étais ? Who did you say i was ?                  | Stuart J C Williams | Jennifer Conway                 | 14 avril 2002      | 8 octobre 2004     | 2.25          |
| Zack devient amnésique après que tous ses bulletins scolaires se soient envolés par la fenêtre. Dan est absent de cet épisode qui marque la dernière apparition de Vernon.             |    |                                                                      |                     |                                 |                    |                    |               |
| 26 | 52 | Zackéo et Juliette Zackeo and Juliet                                 | John Bell           | Peter Liebermann                | 5 mai 2002         | 11 octobre 2004    | 2.26          |
| Zack pour le dernier épisode, doit interpréter Roméo dans la célèbre pièce Shakespearienne afin d'obtenir un examen final d'anglais.                                                   |    |                                                                      |                     |                                 |                    |                    |               |